# Salle du Sacre

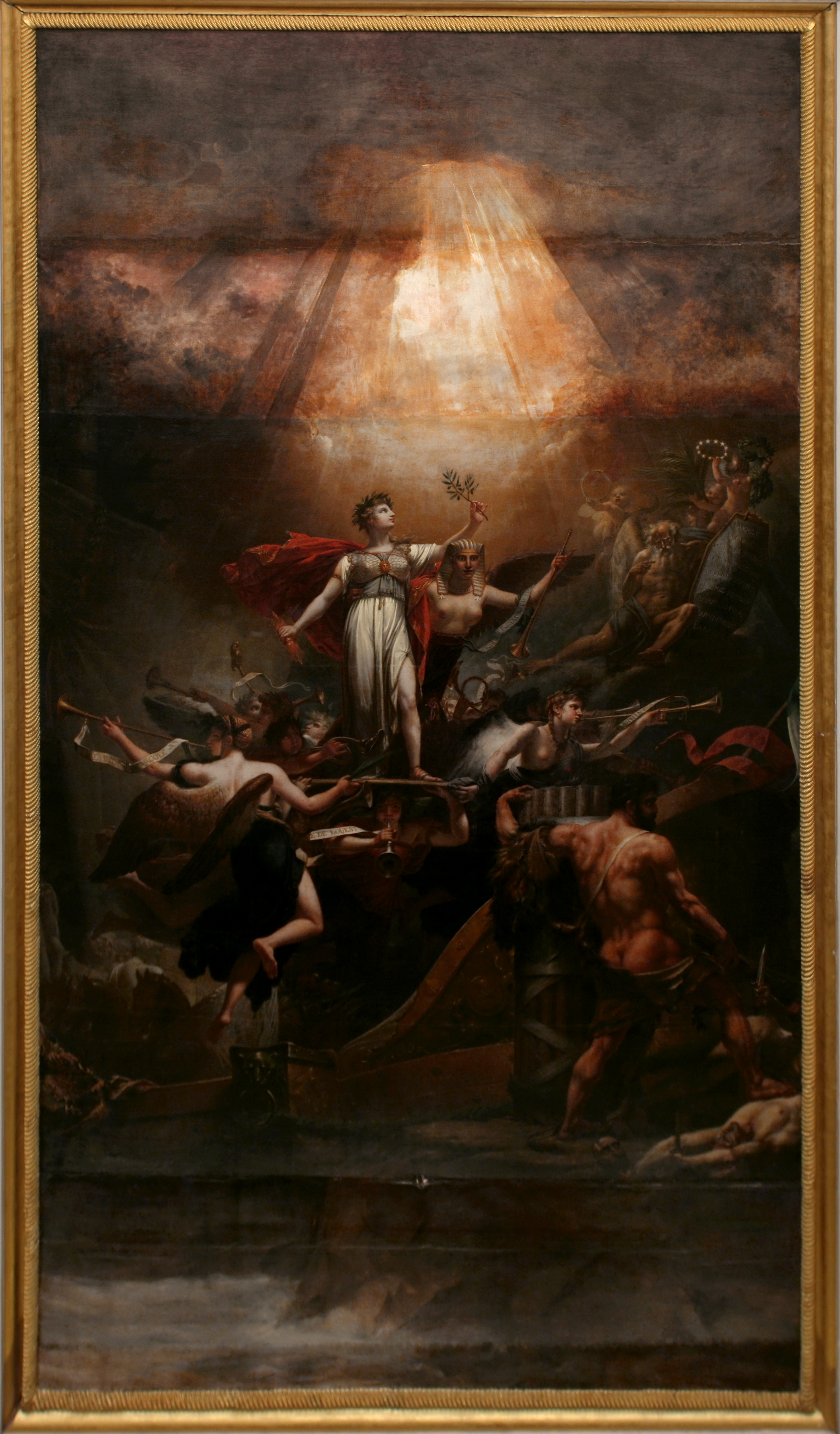
Plafond : Allégorie du dix-huit brumaire ou La France sauvée, par Antoine-François Callet.

La salle du Sacre est une pièce du château de Versailles consacrée à la gloire de Napoléon Ier, et tenant son nom du tableau du sacre de Napoléon de Jacques-Louis David

## Localisation
La salle du Sacre est située au premier étage du château de Versailles, à l'extrémité sud-est du corps central. Elle est contiguë à la salle des gardes de la reine et ses trois fenêtres donnent sur le parterre du midi.

## Histoire
La salle a été construite à l'emplacement de la deuxième chapelle du château, transférée en 1682 dans l'aile du Nord, à l'emplacement de l'actuel salon d'Hercule,. Elle est alors planchéiée et le rez-de-chaussée devient l'appartement de la Dauphine tandis que l'étage devint alors une salle destinée à regrouper les gardes du château pour les affecter à leur journée de service.
La salle est le lieu de quelques événements marquants : Louis XV y congédie le parlement le 13 avril 1771 et les émeutiers révolutionnaires pénètrent dans les appartements de la Reine par cette pièce le 6 octobre 1789.
Dans le but de compléter son projet de musée de l'histoire de France, Louis-Philippe fait profondément remanier la salle quand il décide de la consacrer à la gloire de Napoléon Ier, en y regroupant des tableaux marquants le règne de l’empereur. Le décor est exécuté sous la direction de l'architecte Frédéric Nepveu entre 1833 et 1835.
Elle fait l'objet d'une restauration en 2018.

## Décorations et œuvres d'art
Le plafond est orné d'une peinture d'Antoine-François Callet intitulée Allégorie du dix-huit brumaire ou La France sauvée, commandée sous le Consulat pour les Tuileries et datée de 1801.
Sur les murs se trouvent trois tableaux de grande dimension :
- Le Sacre de Napoléon, ou Couronnement de l'impératrice Joséphine, à Notre-Dame de Paris, le 2 décembre 1804, de Jacques-Louis David, couvre le mur ouest. L'original, installé ici par Louis-Philippe, a été déplacé au Louvre en 1889 et remplacé par un second exemplaire commandé à David par un groupe d'hommes d'affaires américains en 1807[4], commencé en 1808 et achevé en 1822 pendant son exil à Bruxelles[1] ; ce tableau donne son nom à la salle.
- La Bataille d'Aboukir, commandée à Antoine-Jean Gros par Joachim Murat, orne le mur nord, face aux fenêtres.
- La Distribution des aigles, ou Serment de l'armée fait à l'Empereur après la distribution des aigles, 5 décembre 1804, de Jacques-Louis David, complète l'ensemble sur le mur est.

Au-dessus de chaque porte, d'autres peintures sont visibles. Ce sont des allégories du courage, du génie, de la générosité et de la constance commandées par Louis XVIII :
- Le Courage guerrier (représenté sous les traits d'un combattant gaulois),
- Le Génie s'élevant malgré l'Envie,
- La Clémence s'appuyant sur la Force,
- La Constance s’appuyant sur une ancre.

Des portraits de Napoléon et de ses épouses sont placés entre les fenêtres.
Enfin, au centre de la pièce trône la majestueuse colonne d'Austerlitz, entourée d'une balustrade. Réalisée en porcelaine de Sèvres, sur un dessin d'Alexandre-Théodore Brongniart, elle est rehaussée de montures et de bronzes commandés en 1806 à la maison Thomire. Commémorant la campagne de 1805, elle est livrée pour le salon des officiers du palais des Tuileries.

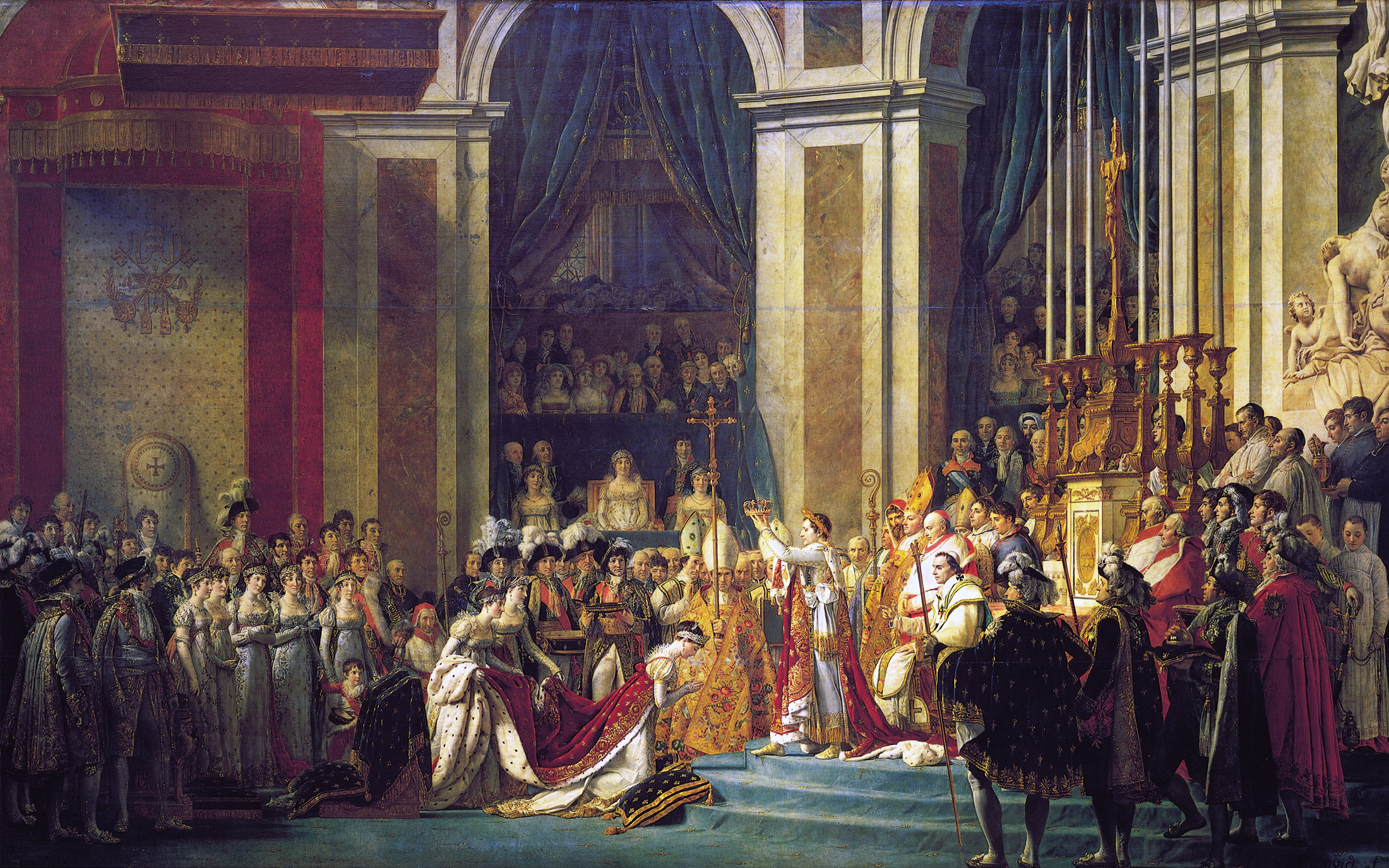
Couronnement de l'impératrice Joséphine, à Notre-Dame de Paris, le 2 décembre 1804 par David
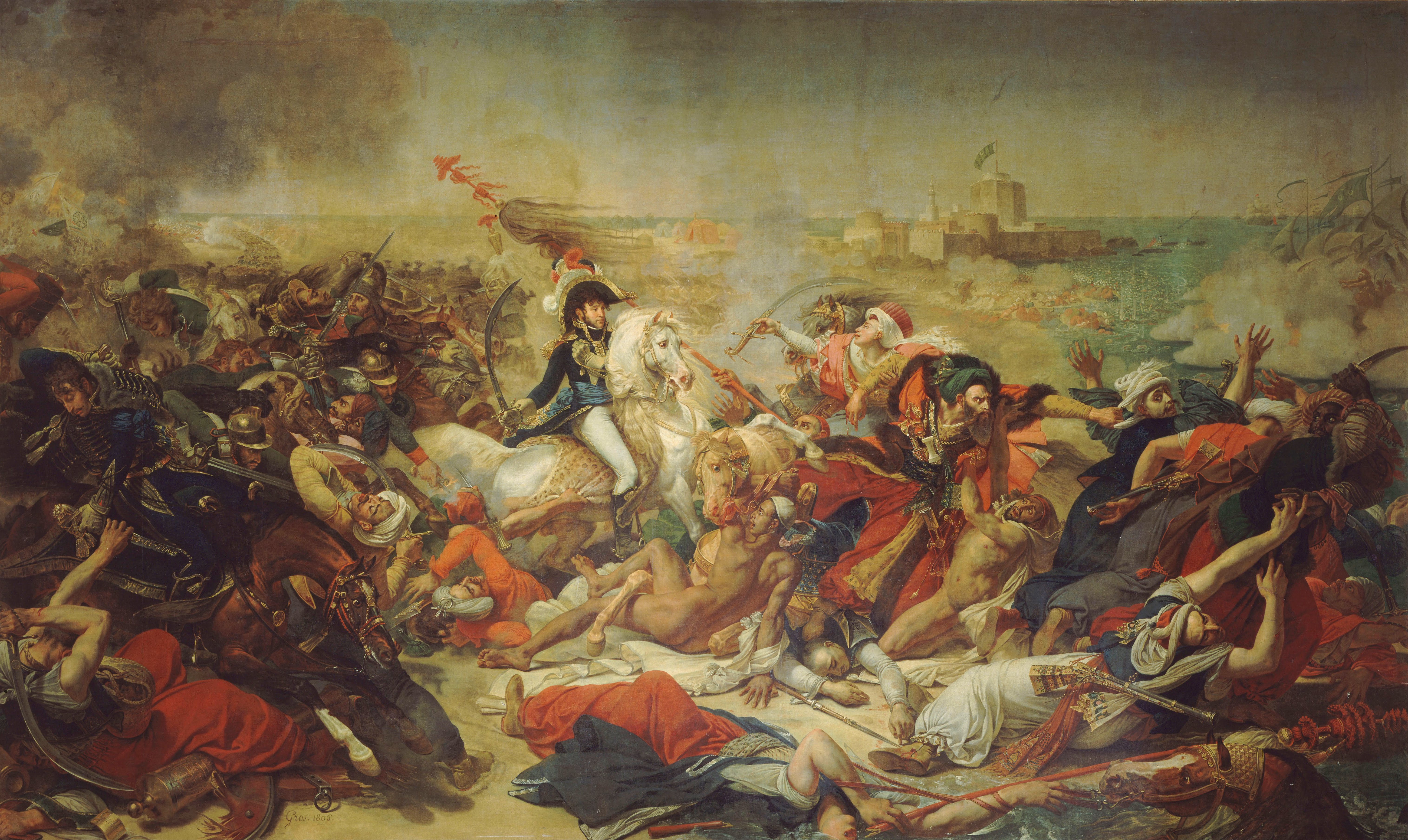
La Bataille d'Aboukir, par Gros
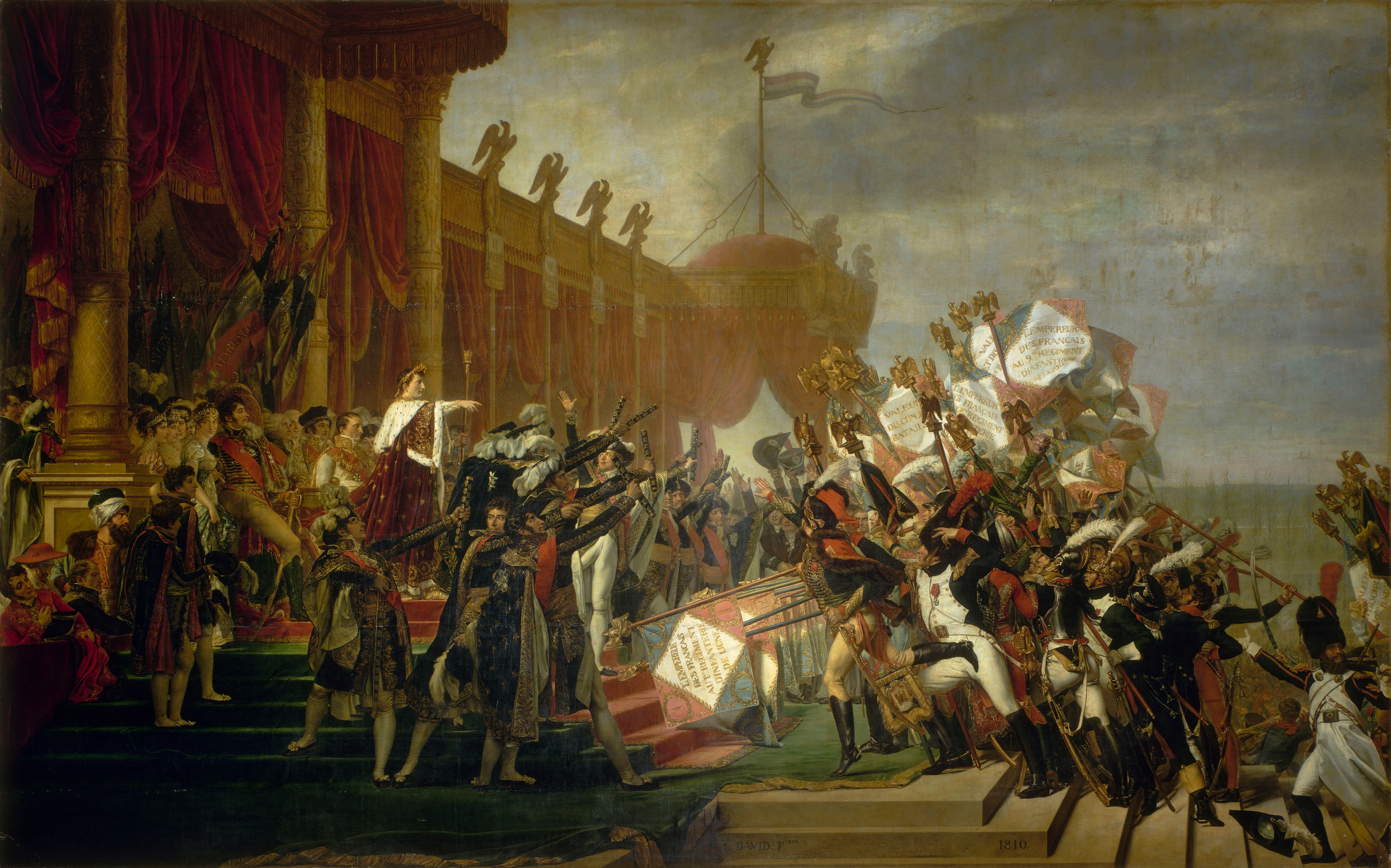
Serment de l'armée fait à l'Empereur après la distribution des aigles, 5 décembre 1804 par David